# Biserica Vovidenia din Galați
Biserica Vovidenia din Galați este un monument istoric aflat pe teritoriul municipiului Galați, operă a arhitectului Ion Cârja. În Repertoriul Arheologic Național, monumentul apare cu codul 75105.07.
Biserica „Intrarea în Biserică - Vovidenia” din Galați a fost ctitorită în anul 1790, de banul Ion Cârja. În același an a fost sfințită de protopopul G. Avram. În timpul Revoluției din anul 1821 Biserica „Vovidenia” a fost arsă de către turci, împreună cu celelalte biserici din Galați. S-a reparat și s-a resfințit în anul 1823 de către Gherasim Clipa, episcopul Romanului. Până în anul 1863 a servit drept catedrală a orașului Galați. În anul 1863, domnitorul Alexandru Ioan Cuza și doamna Elena Cuza au participat la slujba de Paști la biserica Vovidenia. Alexandru Ioan Cuza a venit pentru ultima dată la Galați, în mai 1865, la înmormântarea mamei sale, Sultana Cuza, înhumată în curtea bisericii Vovidenia. În anul 1873, la înmormântarea Domnitorului, osemintele Sultanei Cuza au fost duse la Ruginoasa si asezate în cavoul familiei. Biserica are plan triconc cu elemente arhitecturale și decorative specifice arhitecturii religioase moldovenești. Pronaosul este acoperit cu o boltă în leagăn, naosul este acoperit de turla Pantocrator care se micșorează treptat prin arce dublou. La exterior, biserica este încinsa cu un brâu median format din două șiruri de cărămizi așezate pe colț. Cornișa este decorată cu ocnițe. Fundația este din bolovani de râu și beton, zidăria de cărămidă, șarpanta din lemn și învelitoare din tablă. În perioada 1951-1952 biserica a fost consolidată cu stâlpi și centuri din beton ca urmare a degradărilor provocate de seismul din anul 1977 iar în 1986 a fost refăcută turla Pantocrator.